# Grupa uporządkowana
Grupa uporządkowana – grupa (G, +) z relacją częściowego porządku ≤, który dla wszelkich a, b, g, a ≤ b, spełnia warunek a + g ≤ b + g. Element g ∈ G spełniający warunek 0 ≤ G nazywany bywa elementem dodatnim, a zbiór wszystkich elementów dodatnich w G oznaczany jest symbolem G+ i nazywany jest stożkiem dodatnim w G. W danej grupie G można wprowadzić strukturę grupy uporządkowanej wtedy i tylko wtedy, gdy istnieje zbiór H ⊆ G (nazywany stożkiem) o następujących własnościach:
- 0 ∈ H,
- jeśli a ∈ H oraz b ∈ H, to a+b ∈ H,
- jeśli a ∈ H, to -x+a+x ∈ H dla każdego x of G,
- jeśli a ∈ H oraz -a ∈ H, to a=0.

Gdy H jest stożkiem spełniającym powyższe warunki, to relacja ≤ określona warunkiem a ≤ b wtedy i tylko wtedy, gdy b - a ∈ H jest częściowym porządkiem oraz (G, +) jest grupą uporządkowaną.
Przykładem grupy uporządkowanej jest dowolna podgrupa grupy liczb rzeczywistych (z porządkiem dziedziczonym z prostej rzeczywistej).